# Presidentvalet i USA 1968
Presidentvalet i USA 1968 hölls den 5 november 1968 i hela USA.
Valet stod mellan den sittande demokratiske vicepresidenten Hubert Humphrey från Minnesota, den republikanske tidigare vicepresidenten Richard Nixon från New York samt den oberoende tidigare guvernören George Wallace från Alabama. Nixon vann valet med liten marginal med en kampanj inriktad på lag och ordning och att avsluta det pågående och djupt kostsamma kriget i Vietnam. Valet var även det första efter genomdrivandet av Voting Rights Act 1965, vilket skulle garantera alla amerikanska medborgares möjlighet att delta oavsett hudfärg, läskunnighet eller socioekonomisk status. Då förändringen gällde ett fåtal sydstater var valmannakåren obetydligt förändrad jämfört med valet 1920, det första då kvinnor kunde delta på samma villkor som män i samtliga stater.
Efter att ha förlorat presidentvalet åtta år tidigare seglade Nixon upp som republikansk kandidat och förväntad vinnare, inte minst då demokraten George Wallace ställt upp som tredjepartskandidat med stöd i synnerhet bland demokrater, men Humphrey lyckades hämta igen försprånget och förlorade med knapp marginal. Inte minst i elektorsrika Kalifornien, Illinois och Ohio vann Nixon med ett fåtal procentenheter; hade Humphrey vunnit Kalifornien eller de två andra hade valet överlåtits åt representanthuset, vilket dominerades av demokraterna. Valet var också det sista då New York och inte Kalifornien hade flest elektorer. Valet sågs som en vattendelare efter en period av demokratisk dominans sedan 1932, under vilken demokraterna kontrollerat fyra av fem administrationer. Från 1968 fram till valet av Bill Clinton 1992 vann tvärtom republikanerna fem av sex presidentval.

## Demokraternas nomineringsprocess

### Anmälda kandidater
- Roger D. Branigin, guvernör från Indiana
- Hubert Humphrey, vicepresident och kandidat till 1952 och 1960 års nomineringar från Minnesota
- Lyndon B. Johnson, president, från Texas
- Ted Kennedy, senator från Massachusetts
- Robert Kennedy, senator och tidigare justitieminister från New York
- Eugene McCarthy, senator från Minnesota
- George McGovern, senator från South Dakota
- Dan Moore, guvernör från North Carolina
- George Smathers, senator och kandidat till 1960 års nominering från Florida
- Stephen M. Young, senator från Ohio

### Förlopp
Få vågade ursprungligen utmana den sittande presidenten till nomineringen. Enda motståndet i primärvalen var den pacifistiske senatorn Eugene McCarthy. Eugene McCarthy antikrigsinställning vann honom många supportrar, inte minst bland Hollywood-eliten (däribland Paul Newman, Barbra Streisand och Burt Lancaster). När McCarthy vann de första primärvalen drog Johnson sig ur tävlingen, och fler anmälde sitt intresse.
Robert Kennedy, bror till förutvarande president John F. Kennedy, vann de följande primärvalen och sågs som en möjlig rival till vicepresident Humphrey innan Robert Kennedy den 5 juni samma år sköts till döds i Los Angeles av Sirhan Sirhan, en palestinier som ogillade Kennedys stöd till Israel, under en fest till Kennedys seger i primärvalet i Kalifornien. Valet stod nu mellan McCarthy och Humphrey, vilka stod på olika sidor i frågan om Vietnamkriget. Trots belastningen med nämnda fråga gav vicepresidentposten Humphrey ett övertag och han nominerades som väntat.

### Nationella partikonventet

#### Röstresultat
| President                     | Röster  | Vicepresident               | Röster  |
| ----------------------------- | ------- | --------------------------- | ------- |
| Vicepresident Hubert Humphrey | 1759,25 | Senator Edmund Muskie       | 1 942,5 |
| Senator Eugene McCarthy       | 601     | blankröster                 | 604,25  |
| Senator George McGovern       | 146,5   | Kongressledamot Julian Bond | 48,5    |
| Channing Phillips             | 67,5    | David Hoeh                  | 4       |
| Guvernör Dan Moore            | 17,5    | Senator Ted Kennedy         | 3,5     |
| övriga                        | 30,25   | övriga                      | 19,25   |

## Republikanernas nomineringsprocess

### Anmälda kandidater
- Frank Carlson, senator från Kansas
- Clifford P. Case, senator från New Jersey
- Hiram Fong, senator från Hawaii
- John Lindsay, borgmästare från New York
- Richard Nixon, tidigare vicepresident och 1960 års presidentkandidat från New York
- Ronald Reagan, guvernör från Kalifornien
- Jim Rhodes, guvernör och kandidat till 1964 års nominering från Ohio
- Nelson Rockefeller, guvernör och kandidat till 1960 och 1964 års nomineringar från New York
- Winthrop Rockefeller, guvernör från Arkansas
- George W. Romney, guvernör och kandidat till 1964 års nominering från Michigan
- Harold Stassen, guvernör och kandidat till 1944, 1948, 1952 och 1964 års nomineringar från Minnesota
- John A. Volpe, guvernör från Massachusetts
- William Westmoreland, fyrstjärnig general och befälhavare över USA:s trupper i Vietnam från South Carolina

### Förlopp
Redan från början ansågs Nixon som den troligaste segraren, och de första primärvalen slutade med Nixons seger och hans motståndares avhopp.

### Nationella partikonventet

#### Röstresultat
| President                        | Röster       | Röster       | Vicepresident            | Röster |
| President                        | 1:a omröstn. | 2:a omröstn. | Vicepresident            | Röster |
| -------------------------------- | ------------ | ------------ | ------------------------ | ------ |
| Ftv. vicepresident Richard Nixon | 692          | 1238         | Guvernör Spiro Agnew     | 1119   |
| Guvernör Nelson Rockefeller      | 277          | 93           | Guvernör George Romney   | 186    |
| Guvernör Ronald Reagan           | 182          | 2            | Borgmästare John Lindsay | 10     |
| Guvernör Jim Rhodes              | 55           | —            | Senator Edward Brooke    | 1      |
| Guvernör George Romney           | 50           | —            | Guvernör Jim Rhodes      | 1      |
| Senator Clifford P. Case         | 22           | —            | blankröster              | 16     |
| Senator Frank Carlson            | 20           | —            | blankröster              | 16     |
| Guvernör Winthrop Rockefeller    | 18           | —            | blankröster              | 16     |
| Senator Hiram Fong               | 14           | —            | blankröster              | 16     |
| Ftv. guvernör Harold Stassen     | 2            | —            | blankröster              | 16     |
| Borgmästare John Lindsay         | 1            | —            | blankröster              | 16     |

## Övriga
George Wallace, före detta guvernör och numera förste gentleman i Alabama (hustrun Lurleen Wallace avled under 1968) misslyckades vinna demokraternas nominering, men erkändes som demokratisk kandidat i Alabama och ställde även upp för det 1967 grundade American Independent Party på ett populistiskt program om delstaters rättigheter, lag och ordning samt en betydligt mer isolationistisk utrikespolitik. Hans mål anses i huvudsak vara att förhindra att antingen Nixon eller Humphrey fick en majoritet i elektorskollegiet och därmed överlämna valet av president till Representanthuset, där sydstatsdemokraterna spelade rollen som vågmästare och skulle kunna förhandla till sig en mer försiktig antisegregationspolitik i utbyte mot presidentposten. Wallace vann 13,5 % av rösterna och 46 elektorsröster, det senare ett rekord som ingen tredjepartskandidat slagit sedan dess (även om Ross Perot fick drygt en femtedel av rösterna i valet 1992). Sedan 1968 har ingen tredjepartskandidat vunnit en hel delstat, och endast ett begränsat antal så kallade faithless electors i elektorskollegiet.

## Resultat i president- och vicepresidentvalet
| Presidentkandidat       | Parti      | Hemdelstat | Röster     | Röster | Elektorsröster | Medkandidat          | Hemdelstat  |  |
| Presidentkandidat       | Parti      | Hemdelstat | Antal      | Andel  | Elektorsröster | Medkandidat          | Hemdelstat  |  |
| ----------------------- | ---------- | ---------- | ---------- | ------ | -------------- | -------------------- | ----------- |  |
| Richard Milhous Nixon   | Republikan | New York   | 31 783 783 | 43,4 % | 301            | Spiro Theodore Agnew | Maryland    |  |
| Hubert Horatio Humphrey | Demokrat   | Minnesota  | 31 271 839 | 42,7 % | 191            | Edmund Sixtus Muskie | Maine       |  |
| George Corley Wallace   | Oberoende  | Alabama    | 9 901 118  | 13,5 % | 46             | Curtis Emerson LeMay | Kalifornien |  |
| Övriga                  | Övriga     | Övriga     | 243 258    | 0,3 %  | 0              |                      |             |  |
| Totalt                  | Totalt     | Totalt     | 73 199 998 | 100 %  | 538            |                      |             |  |